# Ян Ге
Ян Ге (кит. спр. 杨歌, піньїнь: Yáng Gē піньїнь Yang Gē нар. 7 вересня 1988, Пекін, КНР) — російська актриса, режисер і співачка, китайського походження.

## Біографія
Ян Ге народилася 7 вересня 1988 року в Пекіні. Відразу після школи Ян Ге поїхала до Росії, де вступила до Тульського університету вчитися на перекладача. Програма обміну студентів дозволила отримати бюджетне місце.
У 2010 році вона стала студенткою режисерсько-акторської майстерні Сергія Соловйова та Валерія Рубінчика у ВДІКу. Щоб сплатити за навчання, мати Ян Ге продала будинок у Китаї.
З 2012 року актриса почала працювати в «Гоголь-центрі» у режисера Кирила Серебренникова. Ян Ге брала участь у прем'єрних спектаклях «Феї» та «Пробудження весни». Потім були вистави «Без страху» та «Хармс. Мир».
Першою роллю Ян Ге в кіно була героїня на ім'я Лі у фільмі «Скарбошукачі» у 2011 році. У 2015 році вона зіграла роль мігрантки Айчурек у фільмі режисера Олени Званцової «Норвег» із Євгеном Мироновим у головній ролі. Також знімалася у великих російських блокбастерах «Екіпаж» та «Тяжіння».
Режисерський дебют Ян Ге фільм «Ню» представляв Росію в конкурсній програмі 40-го Московського міжнародного кінофестивалю, отримавши спеціальний приз журі «Срібний Георгій» (другу за значимістю нагороду) та приз глядацьких симпатій від офіційного онлайн-кінотеатру IVI . 2021 року взяла участь у програмі «Форт Боярд».

## Музична кар'єра
У 2010 році брала участь у передачі «Хвилина слави». Для прослуховувань вона обрала пісню з репертуару Ганни Герман «Луна кохання». Ге дійшла до фіналу, де у дуеті із Сергієм Мазаєвим виконала пісню «Ноктюрн» Арно Бабаджаняна. Потім брала участь у півфіналі конкурсу «Нової хвилі».
2016 року Ілля Лагутенко запросив Ян Ге в кліп «Пломбір».
У вересні 2017 року вона виступила на сліпих прослуховуваннях у шоу «Голос» і потрапила до складу команди Діми Білана . Вона дійшла до фіналу та 29 грудня 2017 року в ефірі «Першого каналу» боролася за перемогу у шоу. У вересні 2023 році вона знову взяла участь на сліпих прослуховуваннях у шоу Голос Німеччини і потрапила в команду Ширін Девід.
На початку 2018 року відбулася прем'єра кліпу Ян Ге на пісню «Монашка», написану спеціально до Дня святого Валентина. У середині 2018 року відбувся реліз нового EP «Людина не з Землі».

### Дискографія
- 2018 — Ню (OST до фільму Ню)
- 2018 — Людина не з Землі (EP)[5][6]

## Фільмографія

### Актриса
- 2011 — Шукачі скарбів — Лі
- 2013 — Звичка розлучатися
- 2014 — В спорті тільки дівчата
- 2015 — Норвег — Айчурек
- 2016 — Салам Москва
- 2016 — Орден
- 2016 — Екіпаж — Ліу
- 2017 — Напарник — провісниця
- 2017 — Матильда — масажистка П'єрини Леньяні
- 2017 — Притягнення — диктор іноземних новин
- 2017 — Хіт — Ніка
- 2018 — Безсоння — Wayne
- 2018 — Телефонуйте ДіКапріо! — масажистка
- 2018 — Тобол — Айконі / Хомані
- 2018 — Чернівець — співачка
- 2018 — Четверта зміна — Дінь-Дінь
- 2018 — Дітки — * 2018 — Зорге — Тоші, співачка з ресторану
- 2019 — На Париж — повія Макака
- 2019 — Трійця — Марго
- 2019 — Битва — співачка
- 2019 — На край світу — Яо
- 2019 — Воротар Галактики — мама дівчинки з ящіркою
- 2019 — Лео і Тіг — Лілі
- 2020 — Кохання без розміру — зірка
- 2020 — Вийти не можна залишитися — Бай Лу

### Режисер
- 2018 — Ню[7]
- 2019 — Трійця
- 2020 — Вийти не можна залишитися

## Нагороди та номінації
- 2018 — Спеціальний приз журі ММКФ «Срібний Святий Георгій» (фільм «Ню»)[8]
- 2018 — Приз глядацьких симпатій від офіційного онлайн-кінотеатру фестивалю ММКФ IVI (фільм «Ню»)[9]
- 2019 — Участь в офіційній програмі кінофестивалю «Кінотавр» (фільм «Трійця»)